# یواس‌اس والاکات (وای‌تی‌ام-۴۲۰)
یواس‌اس والاکات (وای‌تی‌ام-۴۲۰) (به انگلیسی: USS Wallacut (YTM-420)) یک کشتی بود که طول آن ۱۰۰ فوت ۰ اینچ (۳۰٫۴۸ متر) بود. این کشتی در سال ۱۹۴۵ ساخته شد.